# Bisschopskwartier (Oudenaarde)
Het Bisschopskwartier is een historisch gebouw aan de Sint-Walburgastraat in Oudenaarde in de Belgische provincie Oost-Vlaanderen. Het sluit aan op het Onze-Lieve-Vrouwhospitaal en werd in 1622-1623 gebouwd door architect Simon I de Pape. Het Bisschopskwartier deed dienst als ontvangstruimte voor de hoge gasten van het Onze-Lieve-Vrouwhospitaal. Het is opgetrokken in renaissancestijl en werd in 1910 ingrijpend gerestaureerd.

## Afbeeldingen

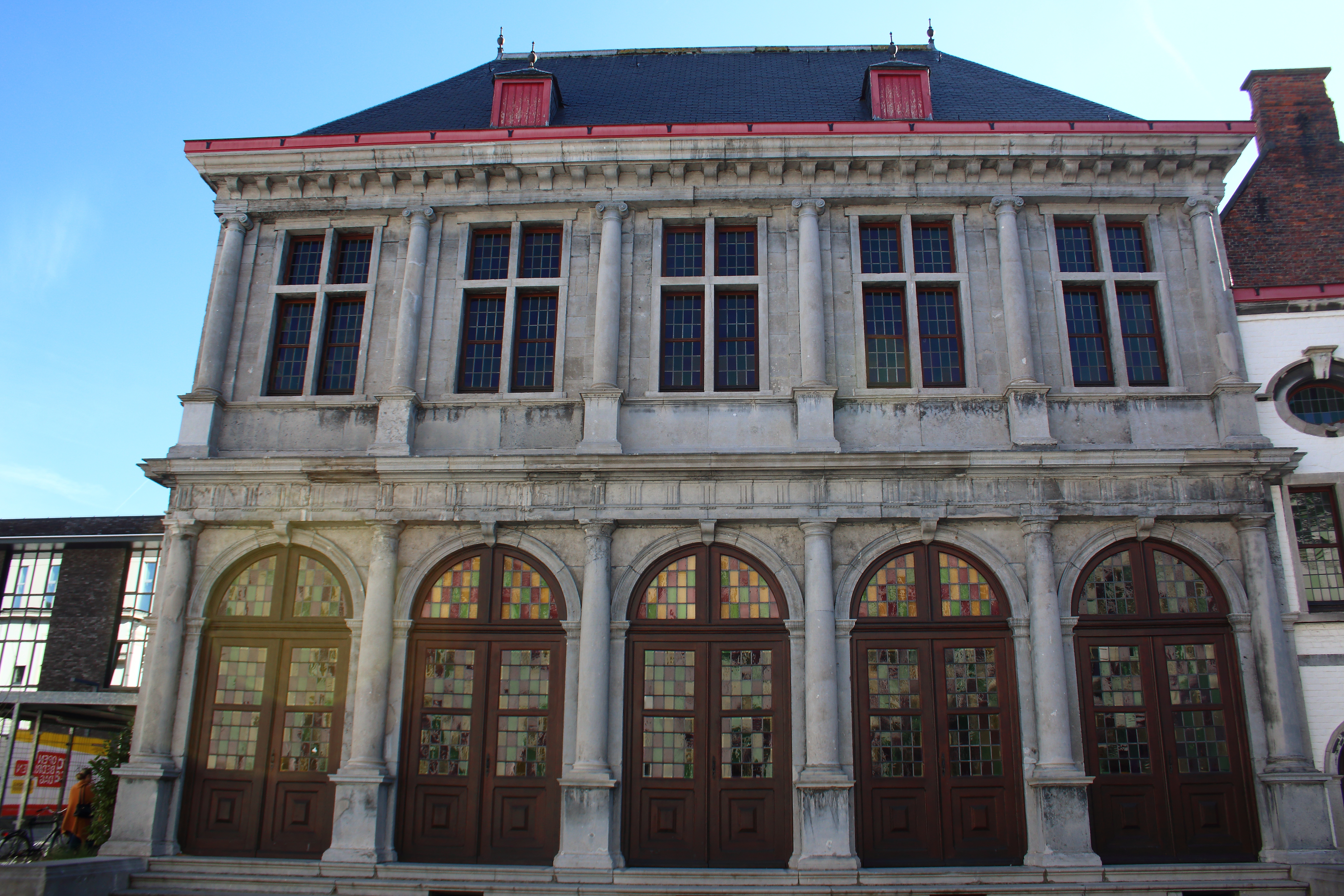
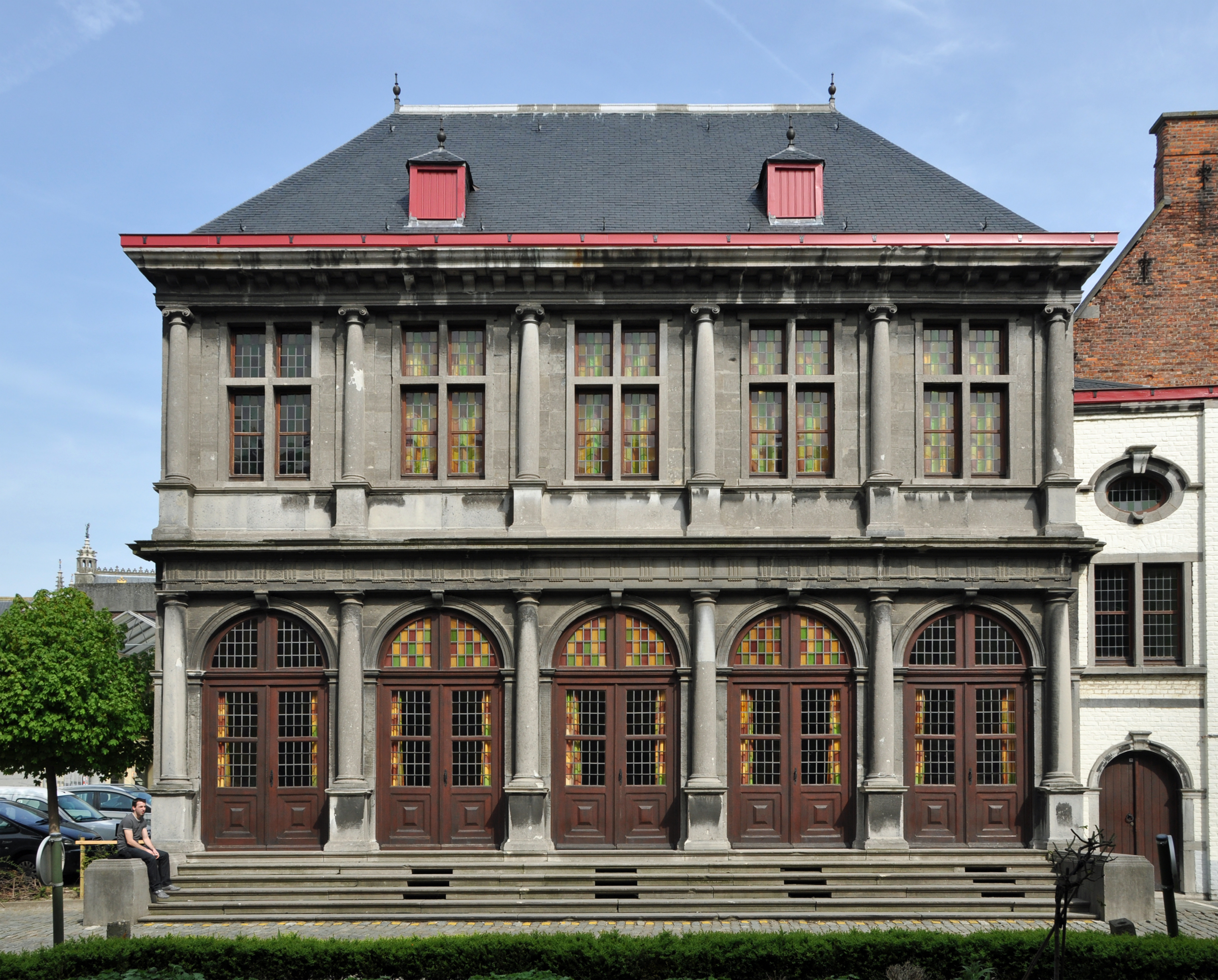
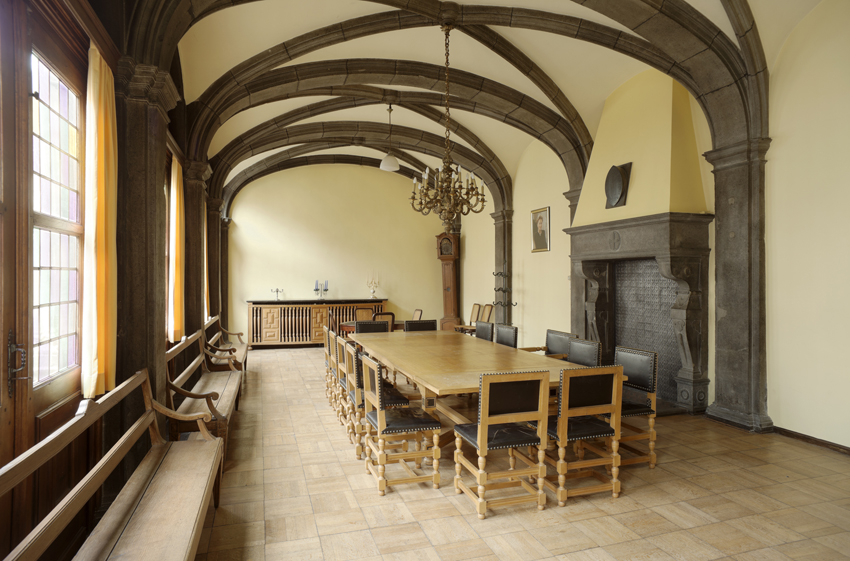